# Los Jardines de El Valle
Los Jardines del Valle es una zona urbana perteneciente a la parroquia El Valle, dentro del municipio Libertador de Caracas. Limita con la parroquia El Paraíso y la La Vega (Norte), Parroquia Coche (Oeste) y la Ciudad Tiuna y el Fuerte Tiuna (Sur y Este)
Fuerte Tiuna (Este) y la Ciudad Tiuna (Sureste), la parroquia El Valle (Noreste), la parroquia La Vega (Oeste) y la parroquia Coche (Noroeste). Comprende aproximadamente un área de 3km2  entre las montañas del sur y el río El Valle, en los que se encuentran residencias, varias barriadas, establecimientos comerciales, centros de salud, una estación de línea 3 del Metro de Caracas (Los Jardines), instituciones educativas y dos distribuidores de gran importancia, Longaray y Panamericana-El Valle-Coche dentro de la autopista Valle-Coche.

## Historia
Los Jardines de El Valle fue desde su origen una urbanización que nació planificada, la urbanización comienza a florecer en el año 1928, en terrenos que fueran parte de la Hacienda Coche y algunas pequeñas haciendas del sector.
El territorio que comprende hoy en día a Los Jardines comprende de la historia de El Valle y todo lo que se relaciona. La fundación de El Valle en una primera estancia se remonta 
En el año de 1560, por Francisco Fajardo. A lo largo de la historia ha pasado por diversos cambios de nombre según la cantidad de terratenientes que llegaban y se establecieron en ella, fijados por el Rey Carlos V. Pero finalmente los que realmente fundarían la zona fueron Francisco Infante y Diego de Lozada llegaron al Valle por el río Guaire antes de la fundación de Santiago de León de Caracas y la fundaron con el nombre de Nuestra Señora de la Encarnación del Valle de la Pascua por el hecho de que los colonizadores tuvieron que pasar la Semana Santa en esta Región.
En 1812, El Valle sufrió daños a causa del terremoto que azotó a las principales ciudades del país y fue reestructurada su urbanización. Posteriormente  el 8 de marzo de 1864 por decreto de Juan Crisóstomo Falcón, fue establecido El Valle como parroquia del Municipio Libertador.
En la época colonial El Valle fue una región externa a Caracas, considerada del interior, importante por ser sede de muchas haciendas productoras de café, y comunicada con Caracas por medio de un sistema de ferrocarril, con la expansión de la ciudad en la época petrolera todos los asentamientos anexos al casco central de Caracas fueron incorporados a la ciudad, siendo determinante la fusión luego de la construcción de la Autopista Valle-Coche que da acceso a Caracas desde el occidente del país y de la avenida intercomunal que atraviesa toda la parroquia de norte a sur.
El Valle siempre fue un lugar de mucha agua, por eso sus urbanizaciones como Los Jardines y el barrio San Andrés, fueron construidos en espacios superiores para evitar inundaciones. Es más, hoy día, muchos pobladores recuerdan la laguna que se encontraba ubicada en los espacios del actual Centro Comercial El Valle, como un lugar de entretenimiento y compartir familiar.

### Inicios de la Construcción de la "Urbanización Los Jardines de El Valle"

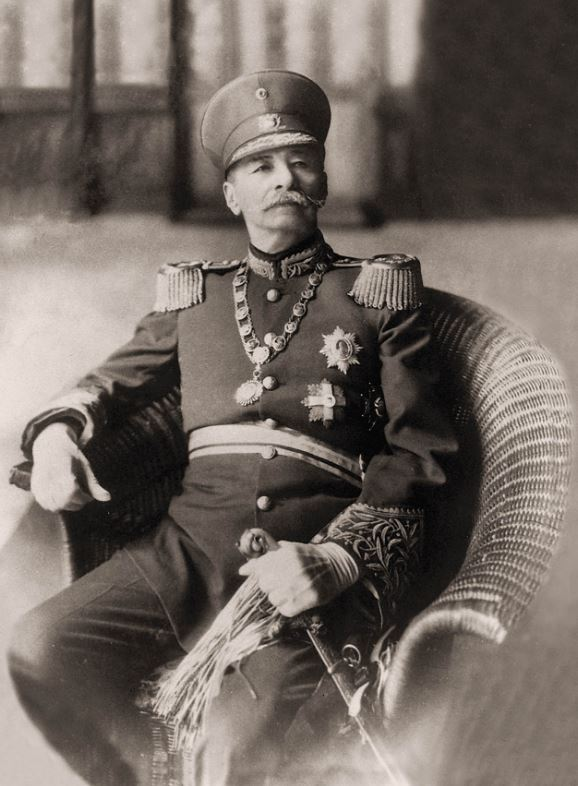
Juan Vicente Gómez

En 1928, el gobierno de Juan Vicente Gómez, crea el Banco Obrero, institución establecida con el objeto de facilitar a los obreros pobres la adquisición de casa de habitación baratas e higiénicas.  El organismo es autorizado para otorgar “préstamos a obreros pobres exclusivamente para adquisición de casas de habitación urbana”, así como para “la construcción y adquisición de casas de habitación urbana, para ser vendidas a plazos a obreros pobres”. Esta política se desarrolla en el marco de una situación de confluencia de algunas condiciones generales trascendentales en vida económica, social, política e ideológica del país
Desde 1917, las exportaciones de petróleo han crecido a un ritmo inusual, pasando del 1,7% de las exportaciones totales en el primer año al 77% de las exportaciones totales en 1928, con una clara tendencia alcista en 1940, según las estadísticas revisadas 94% de las exportaciones. En cambio, las bases económicas tradicionales de exportar café y cacao cayeron a apenas 14% y 4,4%, respectivamente, en 1928. Por tanto, debido a cambios de mercado relacionados con la nueva base económica del país, el ingreso total de la renta fiscal, en términos absolutos, pasó de 50 millones de bolívares en 1908-1909 a 187 millones de bolívares en 1927-1928. 7 Este cambio representa un cambio positivo de alrededor del 274% en los ingresos fiscales, incomparable con cualquier tasa normal de crecimiento de la población y el gasto. En algunos años, como el problemático 28, los 156 millones de bolívares fueron significativamente menores. Estos excedentes fiscales y sobre todo la estabilidad observada en los ingresos petroleros, aún a pesar de cierta tendencia deficitaria de la primera posguerra, los precios unitarios estables del petróleo, permitían desde el punto de vista financiero, sostener políticas de Estado tales como las sustentadas en la novel Ley del Banco Obrero de 1928.
La disponibilidad del presupuesto fiscal, aunado a la política de modernización, hará del Estado venezolano el protagonista fundamental del desarrollo económico del país, derivando así ideológicamente la gestión pública de forma estatal-capitalista, siempre presente y vigente con la visión de la nación. Proyecto de modernización, al día. En este contexto, la urbanización de Los Jardines de El Valle se convirtió en uno de los primeros proyectos protegidos por el nuevo Banco Obrero, en el mismo año de su creación, primer momento del caso estudiado. Los trabajadores urbanizaron el sur de "Los Jardines del Valle", no lejos del pueblo colonial de "El Valle", enclavado entre fincas, prefiriendo los lotes más pequeños y tipologías únicas, sin renunciar a los beneficios de una comunidad paisajística en el noreste, se convirtió así en un Desarrollo especial en ese momento. El desarrollo original de Los Jardines del Valle, ejecutado por los propietarios de los terrenos, originalmente haciendas agrícolas productoras de la zona, presenta un diseño de 3 retícula ortogonal con manzanas de dimensiones inferiores a las tradicionales de la retícula original en la ciudad (aproximadamente 50 metros de ancho por 100 metros de largo), una estructura de parcelas de aproximadamente 250 metros cuadrados y tipologías de vivienda variadas, de dos, tres o cuatro habitaciones, “pareadas 2 a 2”,10 con jardín, porche y patio y con el pintoresquismo alpino y eclecticismo decorativo que impregnaba la trama suburbana.

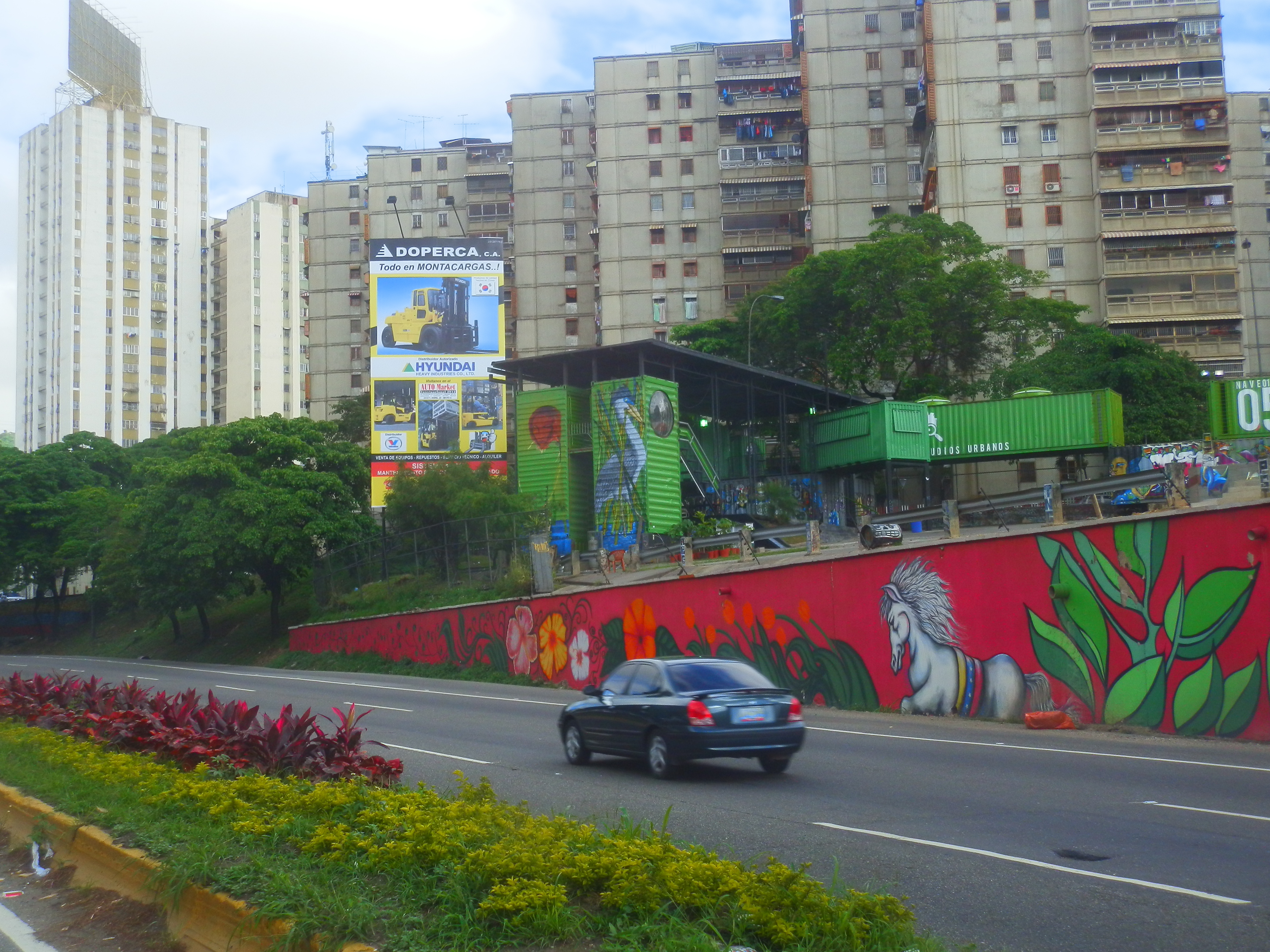
Murales en la Autopista Valle-Coche, a la altura de los Jardines

El desarrollo, originalmente planteado para 60 casas (luego 72 ejecutadas) según contrato de adquisición que llevaría a término el Banco Obrero en 1931,13 se fundamentó según nuestra hipótesis sólo parcialmente en el paradigma del barrio ajardinado, en boga en las operaciones de expansión al noreste (para familias de ingresos superiores) en la Caracas de principios del siglo XX, y trata de emular el paradigma de la villa como tipo arquitectónico, ya implementado en los desarrollos mencionados así como en el primer ensanche de Caracas, de finales del siglo XIX (Urbanización El Paraíso). Desde el unto de vista urbanístico, Los Jardines se convierten en el primer suburbio de ensanche al extremo sur del valle de Caracas, no por una planificación urbana previa (que no llegaría en la forma de Plan Urbano hasta 1939), sino como oportunidad de negocio inmobiliario de los hermanos Mancera, ya mencionados.14 La empresa, contrariamente a lo que ocurrió en buena parte de los demás desarrollos avalados por el Banco Obrero en la época, tuvo un gran éxito de colocación de las viviendas, más en familias de clase media emergente que obreras o pobres (contrariamente a la definición de principios de la ley del instituto).
En la década de 1960, la estructura urbana cambió, resultando en el proceso de renovación urbana más importante del país y de América Latina. sobre el nuevo eje urbano de El Valle, bordeando la antigua Carretera Sur, se implementó la expropiación y urbanización típica de las edificaciones modernas, afectando la antigua urbanización de Los Jardines. Esto corresponde al segundo momento que identificamos en la evolución de Los Jardines y esto está relacionado con las intervenciones de renovación urbana a gran escala que tuvieron lugar entre 1965 y 1970.

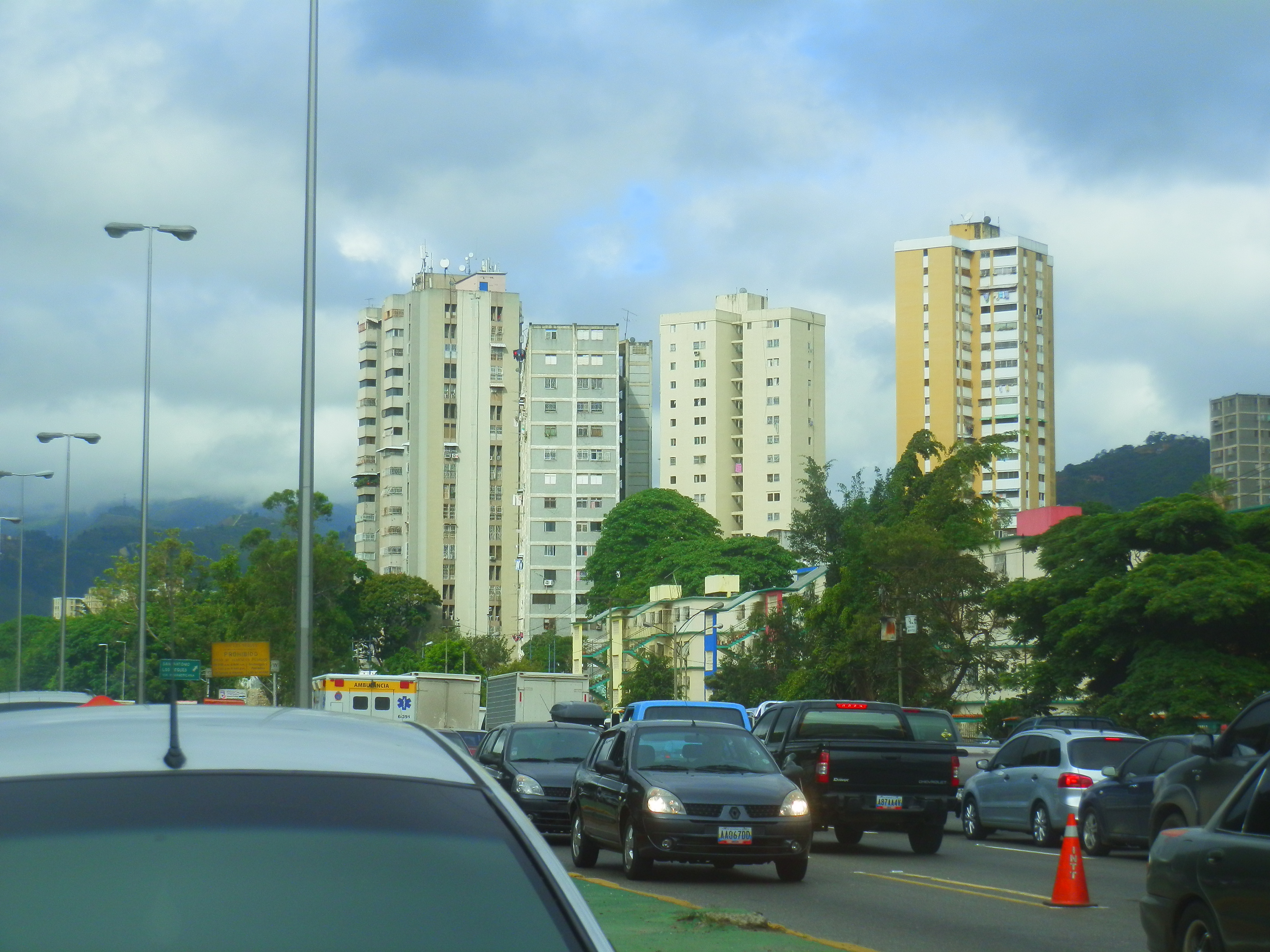
Edificios residenciales en Los Jardines de El Valle

Para el momento, la densidad de la zona ha pasado de una neta de 300 habitantes por hectárea aproximadamente en el desarrollo original,15 a una de 313 habitantes por hectárea en el área formal y de 400 habitantes por hectárea en la ocupada por asentamientos informales en el área de renovación de 1965.Los paradigmas desarrollados en esta masiva intervención que significó la construcción de más de 9.600 viviendas, predominantemente multifamiliares, para duplicar prácticamente la población del Sector El Valle – Los Jardines y las áreas no construidas del sector aledaño de Coche, tributario de la avenida intercomunal, eje vial de la zona. No se intervinieron las áreas de desarrollo informal de Los Jardines, aunque sí algunas cercanas en el 4 área de influencia del Plan de Renovación, a pesar del notable crecimiento de estas últimas
La política de construcción masiva de viviendas no es nueva para el momento. Especialmente desde la década de los años 40, las políticas de Estado estuvieron apuntando a la continua renovación tecnológica y de paradigmas en la construcción de vivienda popular. En los años 50, y ante el crecimiento acelerado de la ocupación informal de tierras en las ciudades venezolanas, se implementa simultáneamente como objetivo de planificación, la “guerra al rancho”. Sin embargo, la ciudad sigue autoproduciéndose, como en efecto se verifica desde los años 30 en el sector informal, aledaño a la urbanización original de Los Jardines. Desde la década de los años 30, cuando se tiene registro de la localización de viviendas en desarrollos informales en la zona de Los Jardines,19 hasta la actualidad, el crecimiento de los “barrios” en la capital venezolana, ha llegado a representar una proporción de alrededor del 50% de la población del Área Metropolitana interna de Caracas, (cercana a los 2 millones de habitantes), de los cuales, en un área de aproximadamente 99,29 hectáreas de altas pendientes y serias deficiencias en equipamientos colectivos así como problemas estructurales de vivienda, y con 26.572 habitantes para 1995 corresponde al sector de Los Jardines del Valle. Tiene sin embargo una particular singularidad el desarrollo informal de Los Jardines, y es la condición de propiedad privada legalmente vigente, de la tierra ocupada mayoritariamente por los barrios, al menos, en los sectores más adyacentes al desarrollo formal original.
En el año 2010 es inaugurada la estación Los Jardines dentro de la línea 3 del Metro de Caracas.

## Características

### Estación Los Jardines
Los Jardines es una de las estaciones de la línea 3 del Metro de Caracas. La estación, está ubicada la Avenida Intercomunal del Valle a la altura del sector Los Jardines, en la Parroquia El Valle, de allí su nombre. Tiene dos accesos encontrados a orillas de la avenida Intercomunal El Valle, una hacia el este y otra hacia en oeste

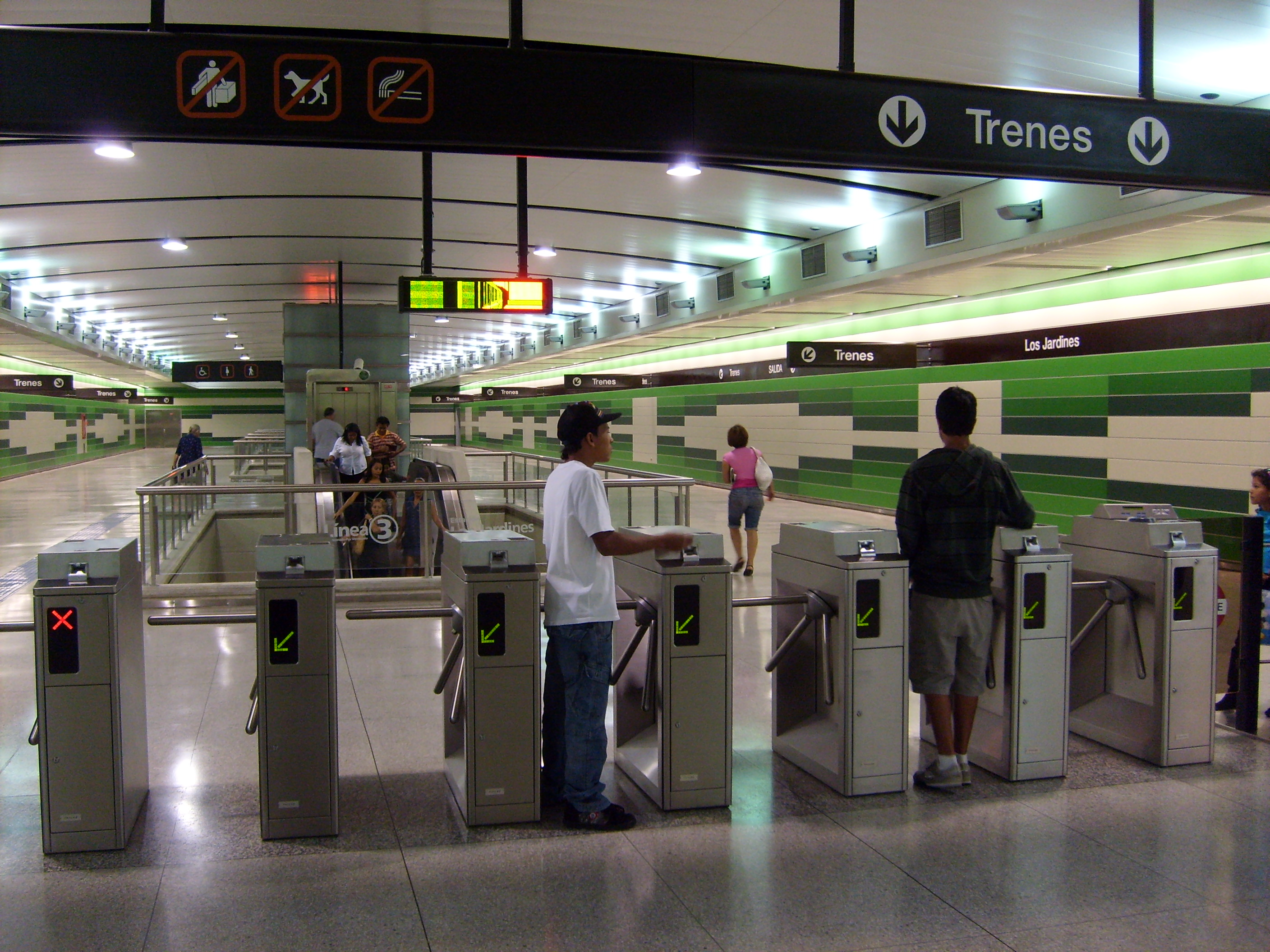
Estación Los Jardines, El Valle, Caracas

### Edificios
- Edif. Fetraconstrucción
- Edif. Fenade
- Edfi. Fetraelec
- Edif. Santo Angel
- Edif. Jazmin
- Edif. Clavel
- Edif. Pachamama
- Edif. Araguaney
- Edif. Cerro Grande

### Residencias
- Res. Cunaviche
- Res. Esequibo
- Res. Andrés Bello
- Res. F.A.C.
- Res. Angostura
- Res. Los Laureles
- Res. Villa Jardín
- Res. Mi Ilusión
- Res. Yuruby
- Res. El Parque
- Res. Valle Nuevo
- Res. El Valle
- Res. Girasol
- Res. Araguaney
- Res. Araguaney II
- Res. Bucare
- Res. Bucare II

### Instituciones Educativas
- Escuela Los Jardines de El Valle
- Liceo Fray Pedro de Agreda
- Universidad Nacional Experimental Simón Rodríguez (UNESR)
- Escuela Básica Nacional "Elías Toro"